# 70-10 Tour
Albums de Supertramp
Retrospectacle - The Supertramp Anthology
(2005)
70-10 Tour est une série d'albums en concert du groupe britannique de rock Supertramp, sortie en 2010. À l'occasion de la tournée de reformation du groupe en 2010, un enregistrement de chaque concert est réalisé et publié en CD ou mis à disposition en téléchargement.
Au cours de la tournée, le répertoire change peu, reprenant les tubes du groupe des années 1970-1980, ainsi que des compositions plus récentes. On retrouve le titre Asylum, qui n'est joué que deux fois lors des premières dates, et Don't You Lie To Me, standard de rock américain, interprété uniquement lors du dernier concert, et qui propose, comme en 1997, un solo de chaque musicien à l'exception du batteur. Cette chanson n'a pas été répétée et a été décidée juste avant le retour sur scène pour les rappels.
Roger Hodgson, qui a quitté le groupe en 1983, ne fait pas évidemment pas partie de cette reformation, mène sa propre tournée en 2010 : il est remplacé par un chanteur à la voix proche.

## Dates de la tournée

### Septembre
- 2 sept – Gerry Weber Stadion, Halle, Allemagne
- 4 sept – Warsteiner HockeyPark, Monchengladbach, Allemagne
- 5 sept – Ganter Open Air, Fribourg, Allemagne
- 7 sept – Arena di Verona, Verone, Italie
- 8 sept – Wiener Stadthalle, Vienne, Autriche
- 11 sept – Coruna, Coruna, Espagne
- 12 sept – Pavilhao Atlántico, Lisbonne, Portugal
- 14 sept – Palacio Cristal, Porto, Portugal
- 15 sept – Palacio Deportes, Madrid, Espagne
- 17 sept – TBA, Bilbao, Espagne
- 18 sept – Palau Sant Jordi, Barcelone, Espagne
- 20 sept – Olympiahalle, Munich, Allemagne
- 22 sept – Arena Nurnberger Versicherung, Nurenberg, Allemagne
- 23 sept – SAP Arena, Mannheim, Allemagne
- 24 sept – Messehalle, Erfurt, Allemagne
- 26 sept – O2 World (Color Line Arena), Hambourg, Allemagne
- 27 sept – O2 World, Berlin, Allemagne
- 29 sept – TUI Arena, Hanovre, Allemagne
- 30 sept – Leipzig Arena, Leipzig, Allemagne

### Octobre
- 1er oct – Festhalle – Messe Frankfurt, Frankfort, Allemagne
- 3 oct – Lanxess Arena, Cologne, Allemagne
- 4 oct – Gelredome, Arnhem, Pays-Bas
- 6 oct – The O2 – Londres, Royaume-Uni
- 8 oct – The O2 – Dublin, Irlande
- 10 oct – Sportpaleis, Merksem, Belgique
- 12 oct – Zenith, Nantes, France
- 14 oct – Zénith d'Auvergne, Clermont-Ferrand, France
- 15 oct – Geneva Arena, Geneve, Suisse
- 16 oct – Halle Tony Garnier, Lyon, France
- 18 oct – Palais omnisports de Paris-Bercy, Paris, France
- 20 oct – Le Zénith, Toulouse, France
- 21 oct – Zenith Omega, Toulon, France
- 23 oct – Torino Palavela, Turin, Italie
- 24 oct – Scheeyerhalle, Stuttgart, Allemagne
- 25 oct – Hallenstadion, Zurich, Suisse
- 27 oct – Zénith de Lille, France
- 28 oct – Palais omnisports de Paris-Bercy, Paris, France

## Répertoire
Toutes les chansons sont écrites par Rick Davies et Roger Hodgson et chantées par Rick Davies, sauf indications contraires.
1. You Started Laughing
2. Gone Hollywood
3. Put On Your Old Brown Shoes
4. Ain't Nobody But Me
5. Breakfast in America
  - chant : Jesse Siebenberg
6. Cannonball (Rick Davies)
7. Poor Boy
8. From Now On
  - chant : Rick Davies avec Jesse Siebenberg
9. Give a Little Bit
  - chant : Jesse Siebenberg
10. Downstream
11. Asylum
  - chant : Rick Davies avec John Helliwell
  - joué uniquement à Fribourg en Allemagne et à Vérone en Italie
12. Rudy
  - chant : Rick Davies et Gabe Dixon
13. It's Raining Again
  - chant : Gabe Dixon
14. Another Man's Woman
15. Take the Long Way Home
  - chant : Jesse Siebenberg
16. Bloody Well Right
17. The Logical Song
  - chant : Jesse Siebenberg
18. Goodbye Stranger

### Rappels
1. Don't You Lie To Me (Hudson Whittaker)
  - joué uniquement à Paris, Bercy, le 28/10/2010
2. School
  - chant : Jesse Siebenberg et Rick Davies
3. Dreamer
  - chant : Gabe Dixon avec Rick Davies
4. Crime of the Century

## Musiciens
- Rick Davies - piano, claviers, harmonica, chant
- Gabe Dixon - claviers, piano, percussions, chant, chœurs
- Jesse Siebenberg - claviers, piano, guitares, percussions, chant, chœurs
- Carl Verheyen - guitares, chœurs
- John Helliwell - saxophones, clarinette, mélodica, sifflet, percussions, chœurs
- Lee Thornburg - trompette, trombone, tuba, mélodica, claviers additionnels, chœurs
- Cliff Hugo - basse
- Cassie Miller - chœurs
- Bob Siebenberg - batterie